# Западный (Павловский район)
Западный — посёлок в Павловском районе Краснодарского края.
Входит в состав Упорненского сельского поселения.

## География
Улицы
- ул. Западная,
- ул. Светлая,
- ул. Северная,
- ул. Южная.

## Население
| 2002 | 2010 |
| ---- | ---- |
| 139  | ↘136 |